# كوري إريكسون
كوري إريكسون (بالإنجليزية: Corrie Erickson)‏ هو فنان أمريكي، ولد في 1981.